# Dirina
Dirina Fr. (bulwica) – rodzaj grzybów z rodziny Roccellaceae. Ze względu na współżycie z glonami zaliczany jest do grupy porostów. W Polsce występuje jeden gatunek.

## Systematyka i nazewnictwo
Pozycja w klasyfikacji według Index Fungorum: Roccellaceae, Arthoniales, Arthoniomycetidae, Arthoniomycetes, Pezizomycotina, Ascomycota, Fungi.
Synonim nazwy naukowej: Dirinopsis De Not.
Nazwa polska według W. Fałtynowicza.

## Niektóre gatunki
- Dirina ceratoniae (Ach.) Fr. 1831
- Dirina insulae-howensis Sparrius 2004
- Dirina massiliensis Durieu & Mont. 1848 – bulwica skalna

Nazwy naukowe na podstawie Index Fungorum. Uwzględniono tylko taksony zweryfikowane. Nazwy polskie według W. Fałtynowicza.